# Erwin Madelung

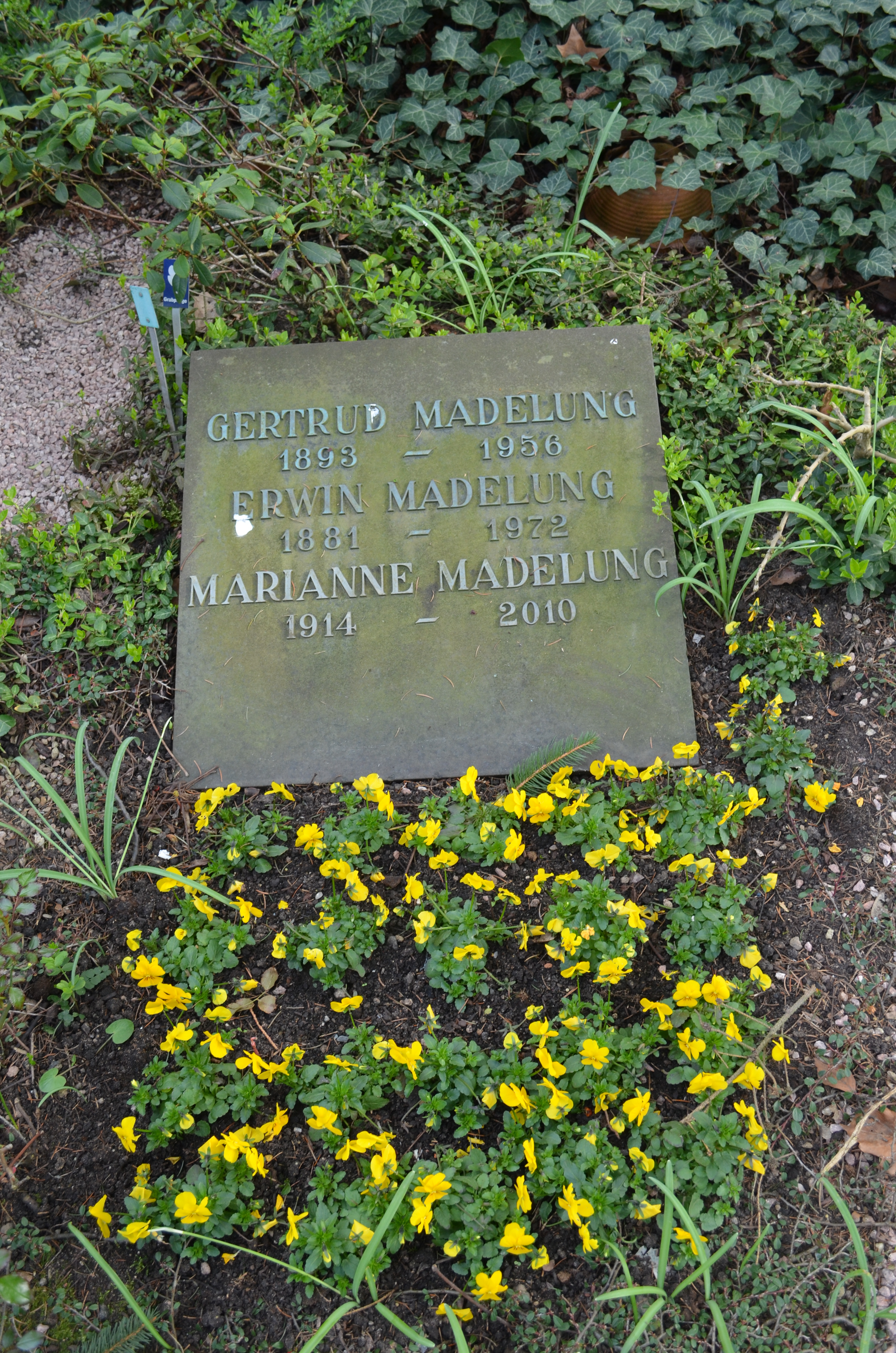
Sepultura de Erwin Madelung, Cemitério de Frankfurt am Main

Erwin Madelung (Bonn, 18 de maio de 1881 – Frankfurt am Main, 1 de agosto de 1972) foi um físico alemão.

## Vida e obra
Erwin Madelung passou a infância em Bonn, Rostock e Estrasburgo, onde seu pai Otto Wilhelm Madelung (1846–1926) foi diretor da Clínica Universitária de Cirurgia, antes de a Alsácia ser reincorporada pela França em 1918. Erwin Madelung é o irmão do químico Walter Madelung (1879–1963) e do construtor de aviões Georg Madelung (1889–1972). Sua meio-irmã Auguste Eleonore Madelung casou com seu colega de Göttingen, o físico experimental Robert Wichard Pohl (1884–1976).
Erwin Madelung estudou física em Kiel, Zurique e Estrasburgo, obtendo um doutorado em 1905 em Göttingen, orientado por Hermann Theodor Simon (1870–1918). Após viajar quase um ano por diversos países, retornou para a Universidade de Göttingen, trabalhando principalmente com a estrutura cristalina de corpos sólidos. Em 1908 foi assistente de Eduard Riecke. Obteve em 1912 a habilitação em Göttingen. Nesta época desenvolveu a constante de Madelung.
Após curto tempo como professor em Kiel e Münster sucedeu Max Born na Universidade de Frankfurt, onde foi catedrático de física teórica até 1949 e lecionou até 1953, trabalhando principalmente com temas da física atômica e mecânica quântica.
Em 1923 foi eleito membro correspondente da Academia de Ciências de Göttingen. Em 1942 foi eleito membro da Academia de Ciências de Heidelberg.
Seu filho Otfried Madelung foi também professor de física teórica (na Universidade de Marburgo).

## Obras
- Magnetisierung durch schnell verlaufende Stromvorgänge mit Rücksicht auf Marconis Wellendetektor. Göttingen, Univ., Phil. Fak., Diss., 1905.
- Die mathematischen Hilfsmittel des Physikers, Springer Verlag, Berlin 1922, ISBN 978-3-662-41679-2. Weitere Auflagen: 1925, 1935, 1950, 1953, 1957, 1964.